# Religia w Rzeszowie

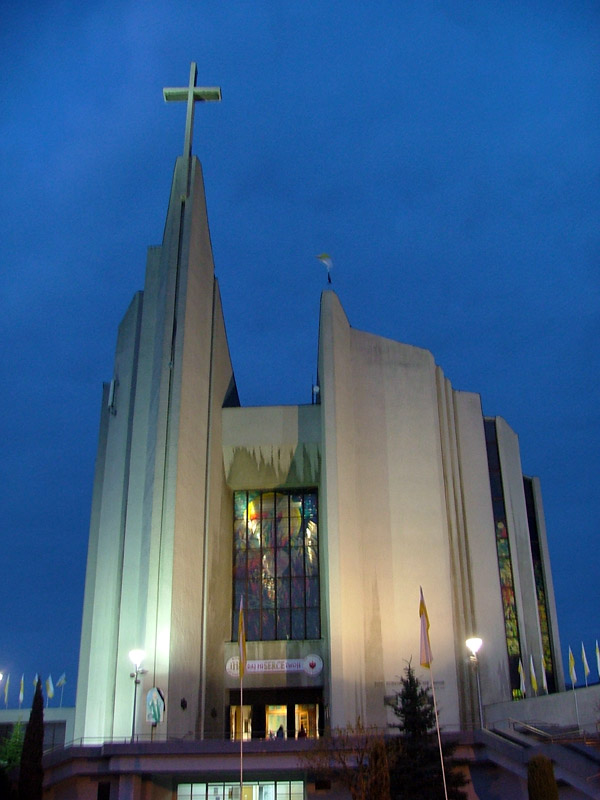
Katedra Najświętszego Serca Pana Jezusa

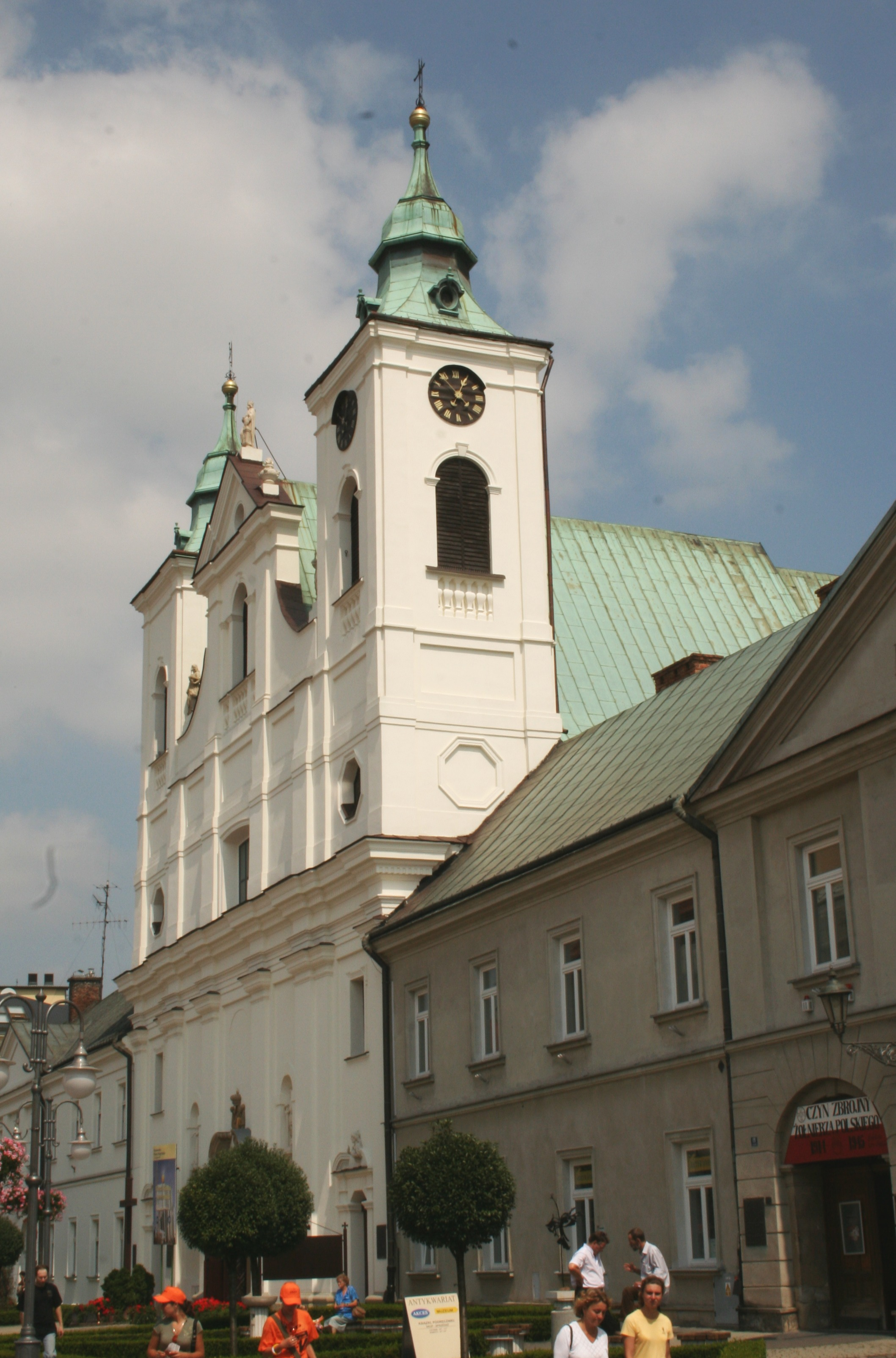
Kościół Świętego Krzyża

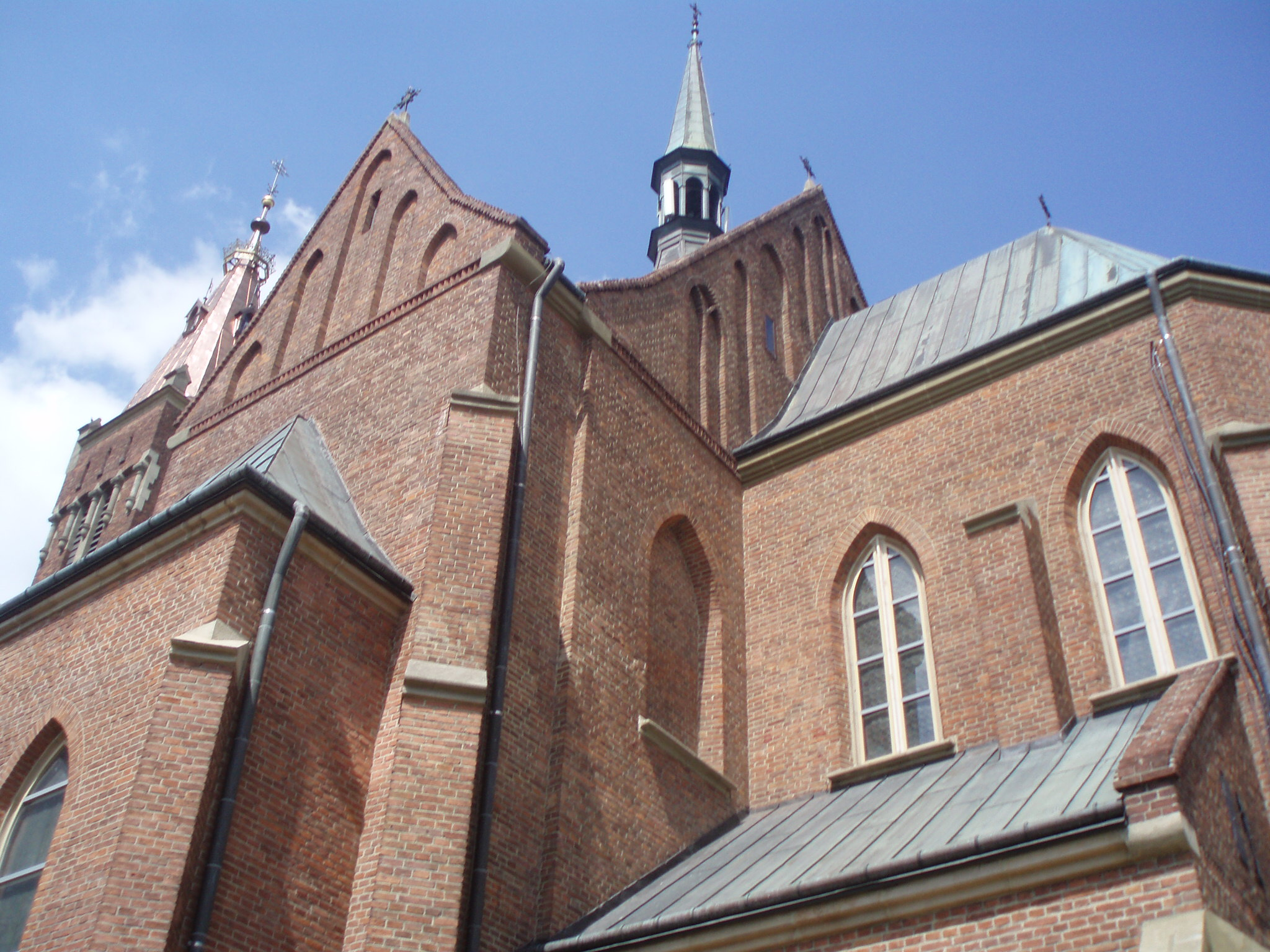
Kościół św. Józefa

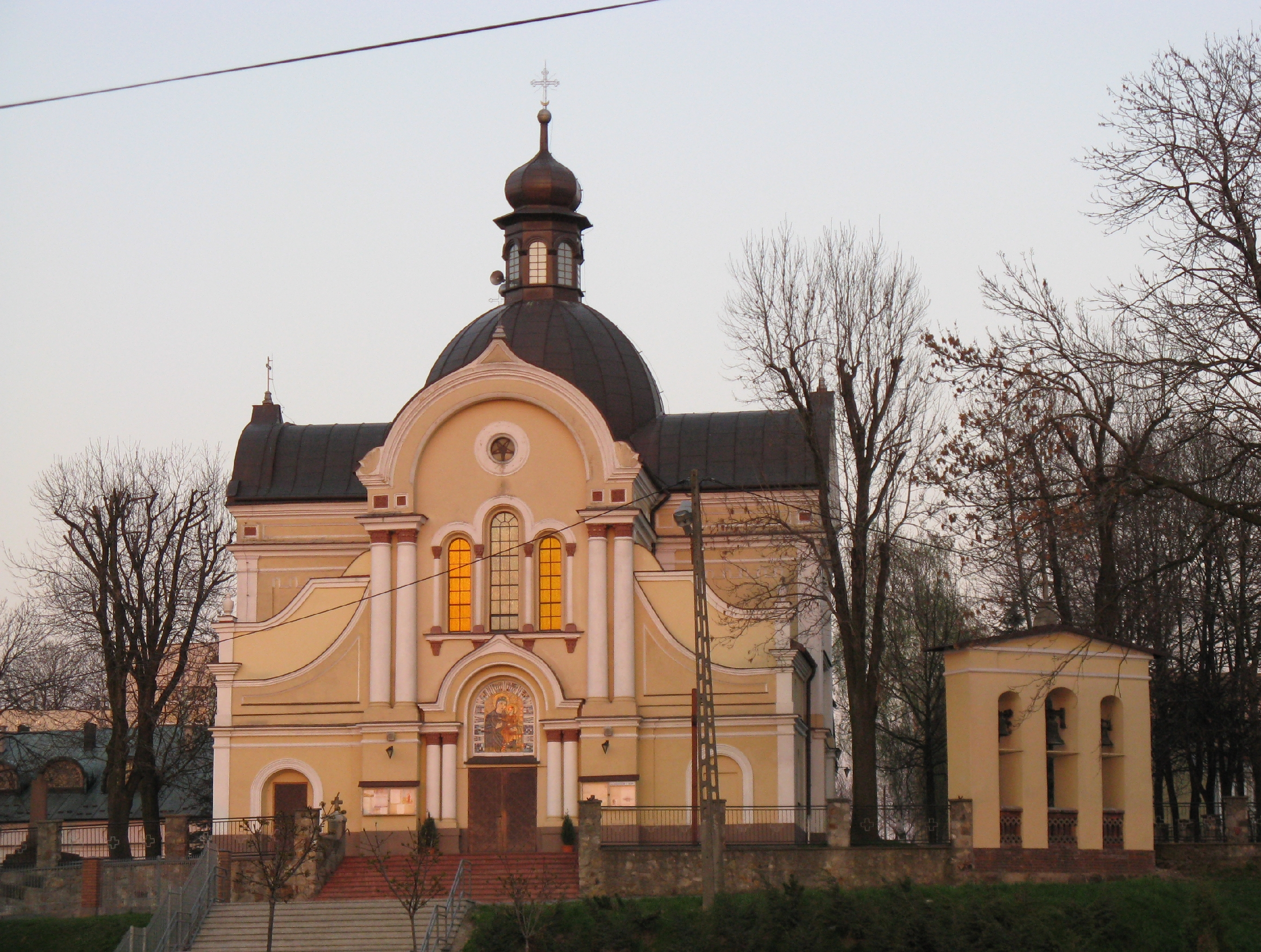
Była cerkiew greckokatolicka, obecnie kościół Wniebowzięcia NMP

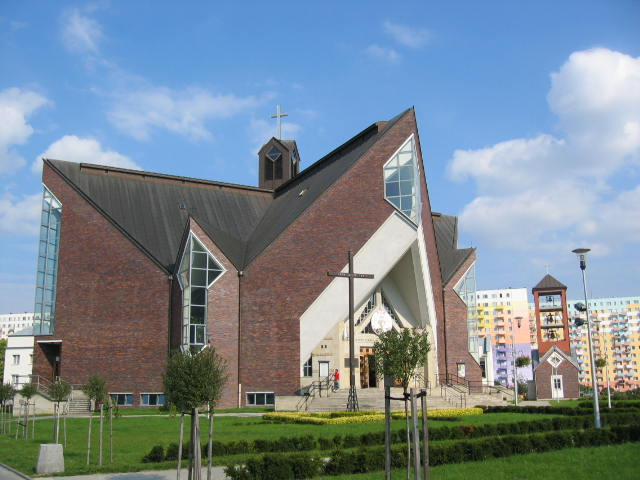
Kościół Opatrzności Bożej

Religia w Rzeszowie – lista oraz historia kościołów i wspólnot wyznaniowych w Rzeszowie.

## Historia
Pierwsza wzmianka o jakiejkolwiek świątyni w Rzeszowie pochodzi z 1363 w piśmie skierowanym do papieża Urbana V przez Kazimierza Wielkiego.
Większość mieszkańców Rzeszowa stanowią wierni Kościoła rzymskokatolickiego. Na terenie miasta działalność duszpasterską prowadzi także Polski Autokefaliczny Kościół Prawosławny oraz pięć protestanckich wspólnot o charakterze ewangelicznym. Działalność kaznodziejską prowadzi również 5 zborów Świadków Jehowy korzystających z dwóch Sal Królestwa. Istnieją również inne grupy religijne.

## Chrześcijaństwo

### Katolicyzm

#### Kościół rzymskokatolicki
Rzeszów jest siedzibą władz diecezjalnych i biskupa, którym obecnie jest ks. bp Jan Wątroba. W mieście znajduje się 29 kościołów rzymskokatolickich:
Zabytkowe
- Bazylika Matki Bożej Rzeszowskiej (Sanktuarium Maryjne) (Śródmieście)
- Sanktuarium Matki Bożej Wniebowziętej w Rzeszowie (Zalesie)
- Kościół Chrystusa Króla (Śródmieście)
- Kościół św. Wojciecha i św. Stanisława w Rzeszowie (farny) (Śródmieście)
- Kościół MB Królowej Polski (garnizonowy) (Śródmieście)
- Kościół św. Rocha i św. Marcina (Słocina)
- Kościół św. Józefa (Staromieście)
- Kościół Świętego Krzyża (Śródmieście)
- Kościół Świętej Trójcy (Śródmieście)
- Kościół św. Mikołaja (Przybyszówka)
- Kościół św. MB Śnieżnej (Budziwój)(stary kościół)

Pozostałe
- Katedra Najświętszego Serca Jezusowego (Zalesie)
- Sanktuarium Matki Bożej Saletyńskiej (Śródmieście)
- Kościół Podwyższenia Krzyża Świętego (Baranówka)
- Kościół Świętej Rodziny (Krakowska – Południe)
- Kościół Św. Michała Archanioła (Nowe Miasto)
- Kościół Św. Jadwigi Królowej (Nowe Miasto)
- Kościół Narodzenia NMP (Staroniwa)
- Kościół Matki Bożej Różańcowej (Baranówka)
- Kościół św. Józefa Sebastiana Pelczara (Pobitno)
- Kościół Św. Józefa Kalasancjusza (Wilkowyja)
- Kościół Opatrzności Bożej (Nowe Miasto)
- Kościół św. Jacka (Śródmieście)
- Kościół Bożego Ciała i Matki Bożej z Lourdes (Baranówka)
- Kościół bł. Karoliny (Os. Franciszka Kotuli)
- Kościół Matki Bożej Nieustającej Pomocy i Świętego Floriana (Załęże)
- Kościół Miłosierdzia Bożego (Biała)
- Kościół św. Judy Tadeusza (Os. Kmity)
- Kościół św. MB Śnieżnej (nowy kościół) (Budziwój)
- Kaplica Bractwa Świętego Piusa X, (przeniesiona do pobliskiego Zaczernia).

#### Zakony
- Pijarzy
- Karmelitanki bose
- Prezentki
- Bernardyni
- Sercanki
- Salezjanie
- Dominikanie
- Saletyni
- Felicjanki
- Franciszkanie

#### Bractwo Kapłańskie Świętego Piusa X
W mieście działa kaplica św. Andrzeja Boboli prowadzona przez Bractwo Kapłańskie Świętego Piusa X, reprezentujące tradycjonalizm katolicki.

#### Kościół Greckokatolicki w Polsce
Parafia pw. Zaśnięcia Najświętszej Marii Panny została erygowana dekretem abp Jana Martyniaka z dnia 27 września 2001 r. W lutym 2012 r. w ramach rekompensaty za utraconą świątynię na Zalesiu na rzecz Parafii został przekazany kościół Świętej Trójcy przy ul. Targowej. Od lipca 2017 roku duszpasterzem Parafii Zaśnięcia NMP jest ks. Bohdan Kryk.

### Prawosławie

#### Polski Autokefaliczny Kościół Prawosławny
W Rzeszowie znajduje się jedna parafia prawosławna – pod wezwaniem Przeniesienia Relikwii św. Mikołaja. W 2007 wzniesiono tymczasową drewnianą cerkiew, zlokalizowaną na os. Wilkowyja, przy ul. Cienistej 20, w bezpośrednim sąsiedztwie Cmentarza Komunalnego. W 2010 rozpoczęto budowę świątyni murowanej, która została konsekrowana 7 września 2013. Obecnie trwają prace wykończeniowe wewnątrz cerkwi oraz budowa domu parafialnego. Nabożeństwa celebrowane są w soboty, niedziele i święta.

### Protestantyzm

#### Adwentyzm
- Kościół Adwentystów Dnia Siódmego w RP:
  - zbór w Rzeszowie[5]

#### Baptyzm
- Kościół Chrześcijan Baptystów:
  - zbór w Rzeszowie[6]

#### Kościoły Chrystusowe
- Kościół Chrystusowy w RP:
  - Kościół Chrystusowy „Chrześcijański Kościół Odrodzenia CRC” w Rzeszowie[7]

#### Luteranizm
- Kościół Ewangelicko-Augsburski w RP:
  - nabożeństwa w Rzeszowie prowadzone są przez parafię ewangelicką Nowy Sącz-Stadło w rzymskokatolickiej kaplicy Ojców Dominikanów[8][9]

#### Pentekostalizm
- Chrześcijański Kościół Odrodzenia (CRC Polska)
- Kościół Jezusa Chrystusa „Syjon” w Rzeszowie[10]
- Kościół Zielonoświątkowy:
  - zbór „Emaus”[11]
- Zbór Chrześcijański w Rzeszowie „Jezus Jest Panem”[12]

#### Inne kościoły protestanckie
- Armia Zbawienia:
  - Korpus Rzeszów[13]
- Chrześcijańska Wspólnota Ewangeliczna:
  - placówka misyjna w Rzeszowie[14]
- Kościoły domowe – DNA Polska
- Mesjańskie Zbory Boże (Dnia Siódmego):
  - punkt misyjny w Rzeszowie (podległy zborowi w Warszawie)[15]

### Restoracjonizm

#### Świadkowie Jehowy

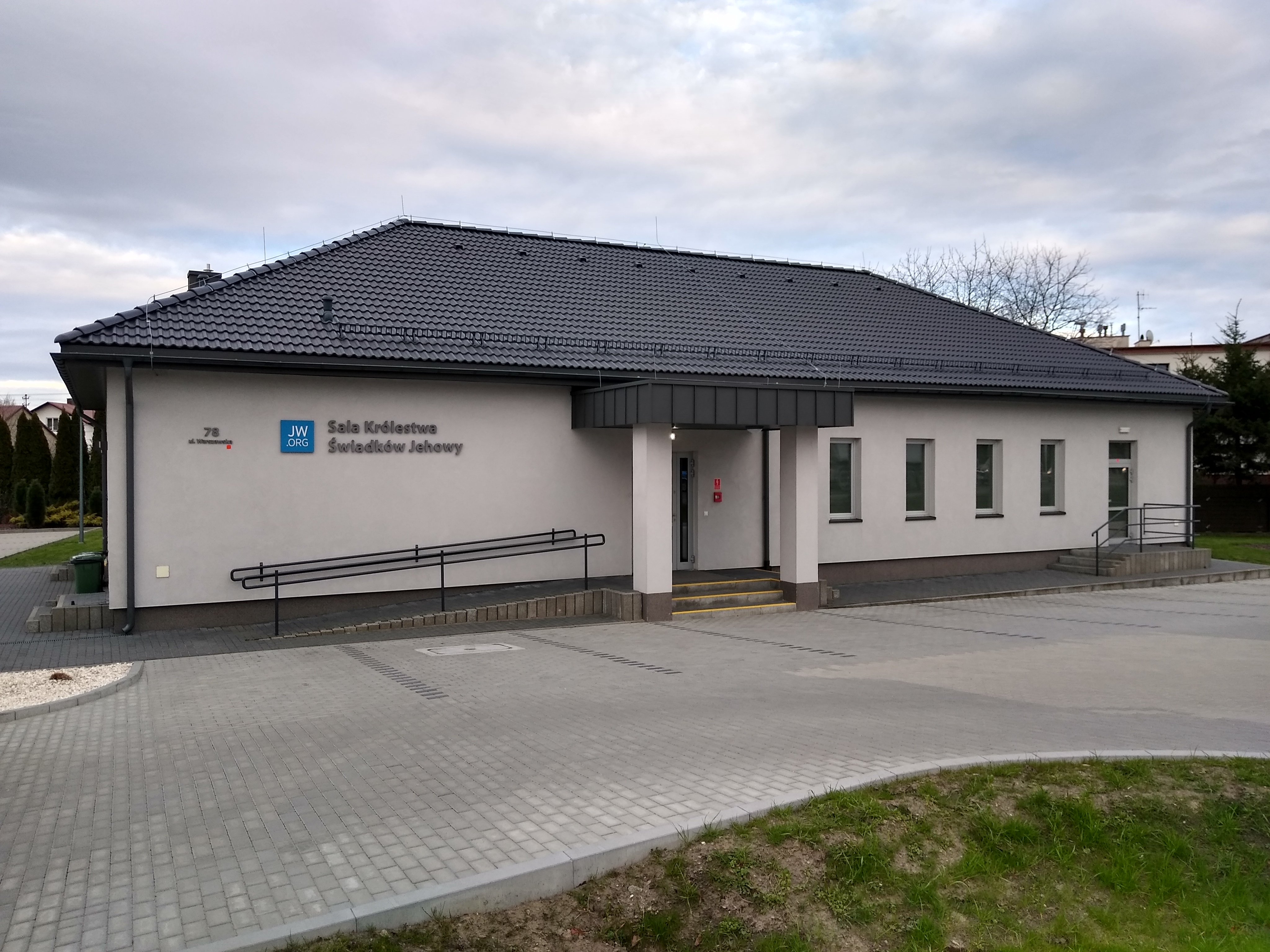
Sala Królestwa Świadków Jehowy przy ul. Warszawskiej

W Rzeszowie działalność kaznodziejską prowadzi 5 zborów Świadków Jehowy: Rzeszów–Baranówka, Rzeszów–Południe (w tym grupa ukraińskojęzyczna), Rzeszów–Północ (w tym grupa angielskojęzyczna), Rzeszów–Wschód (w tym grupa języka migowego) i Rzeszów–Zalesie. Spotykają się w dwóch Salach Królestwa przy ul. Warszawskiej 78 i przy ul. Zakopiańskiej 14. Kongresy regionalne odbywają się w Hali Podpromie, natomiast zgromadzenia obwodowe w Sali Zgromadzeń w Lublinie.

#### Inne kościoły restoracjonistyczne
- Świecki Ruch Misyjny „Epifania”:
  - zbór w Rzeszowie[18]
- Kościół Chrześcijan Pełnej Ewangelii „Obóz Boży”:
  - Kościół „Wspólnota Apostolska”[19]

## Judaizm
Wyznawcy tej religii osiedlili się na terenie dzisiejszego miasta już w XV wieku. Przed drugą wojną światową w Rzeszowie wyznanie mojżeszowe było religią niemal dominującą, wyznawało je około 30% mieszkańców miasta. Miejscami ważnymi dla nich były:
- Synagoga Staromiejska tzw. „Mała” (początek XVII w.)
- Synagoga Nowomiejska tzw. „Duża” (1705–1710, odbudowana 1954–1963)
- Domy modlitwy
- Cmentarz żydowski przy synagogach
- Cmentarz żydowski (Al. Rejtana)
- Szkoły talmudyczne
- Dom Kultury Żydowskiej (zniszczony przez nazistów)

## Buddyzm
- Buddyjski Związek Diamentowej Drogi Linii Karma Kagyu:
  - ośrodek w Rzeszowie[20]
- Szkoła Zen Kwan Um w Polsce:
  - Rzeszowska Grupa Zen[21]